# Rio Ésera

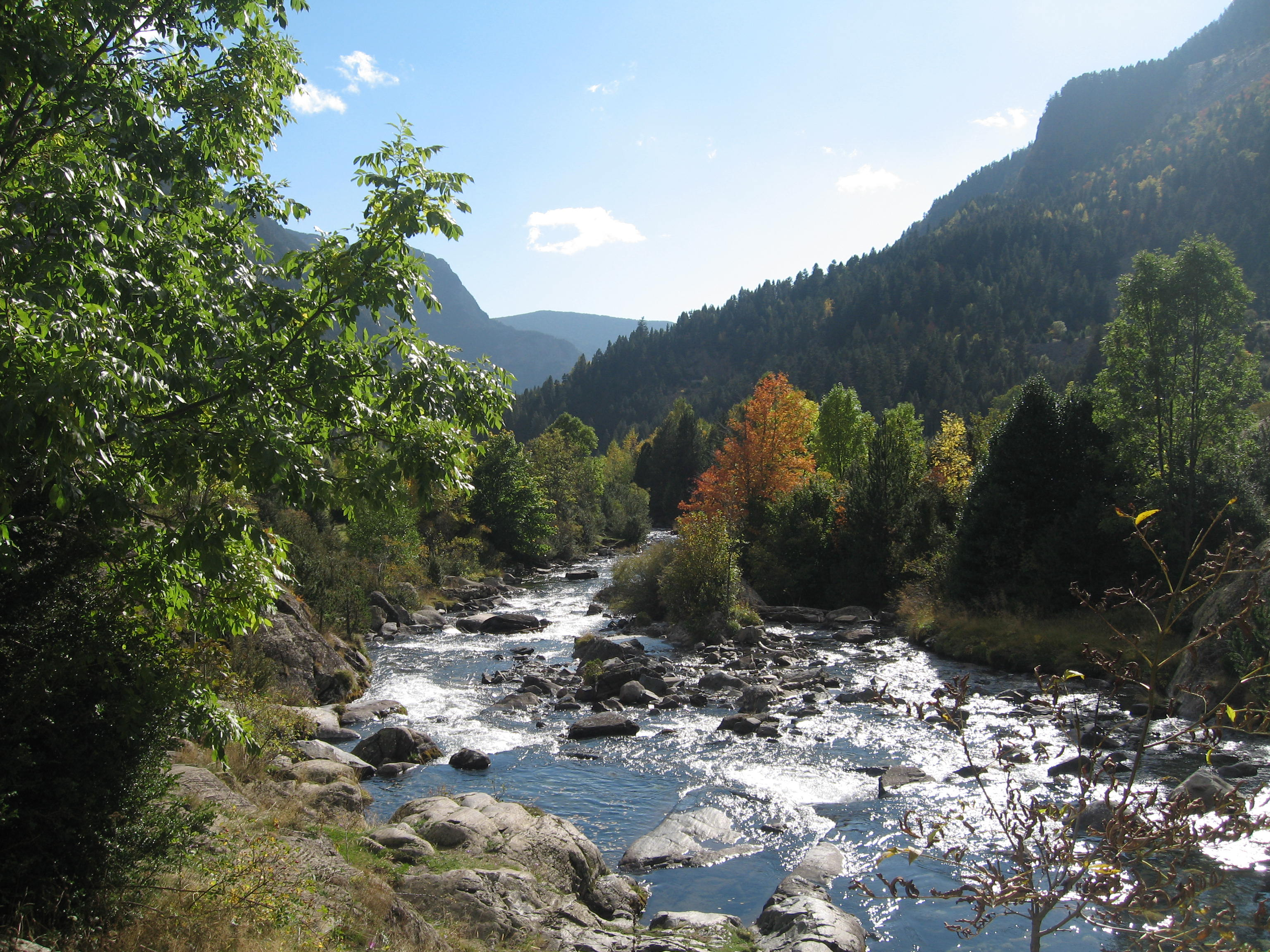

O rio Ésera é uma rio da província de Aragão, nordeste da Espanha. É afluente do rio Cinca, formando os dois parte de da bacia hidrográfica do rio Ebro.